# غوسوكو

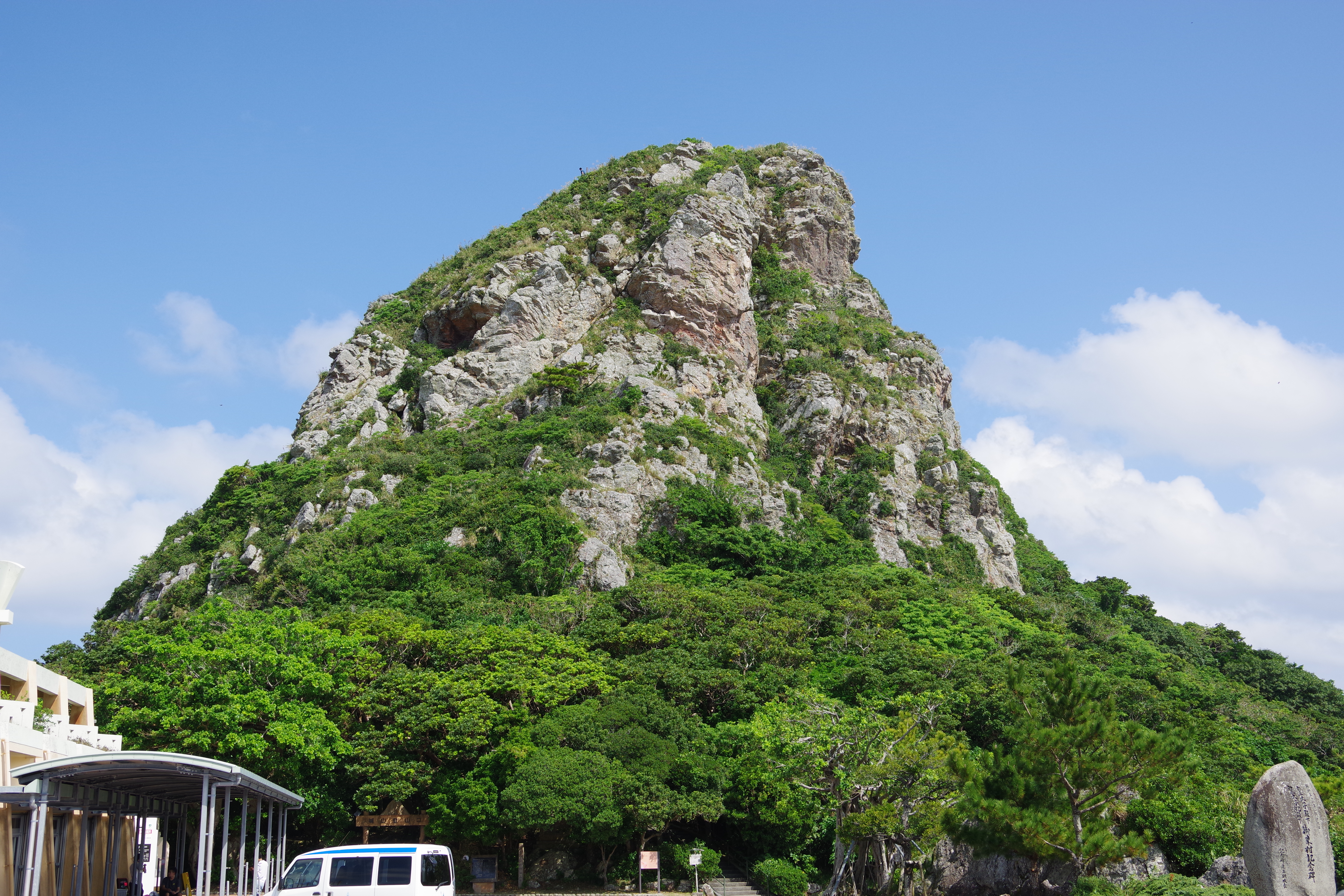
جبل غوسوكو

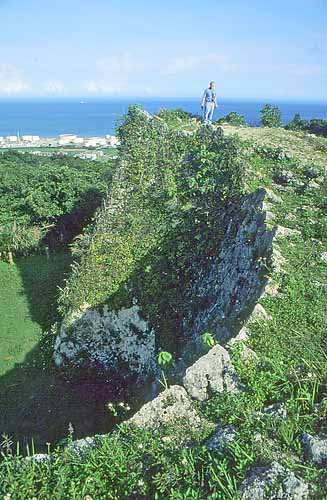
سور غوسوكو

غوسوكو (باليابانية: 御城) أو فقط سوكو (城) هي كلمة بلغة أهل أوكيناوا تعني «القلعة» أو «الحصن». وتقرأ ذات الكلمة في اللغة القياسية اليابانية، بالكانجي 城 ينطق «شيرو». يقع كثير من مواقع غوسوكو والمواقع الثقافية ذات الصلة في جزر ريوكيو وقد أدرجتها اليونسكو باعتبارها مواقع للتراث العالمي.
تشكّل هذه المجموعة من المواقع ما يقارب من 500 سنة من تاريخ جزر الريوكيو (من القرن الثاني عشر حتى القرن السابع عشر). فالقصور المُهدَّمة المُنتصبة على مرتفعاتٍ عاليةٍ، تُبيّن التكوين الاجتماعي لفئةٍ كبيرةٍ من الذين عاشوا في تلك الحقبة. أما في ما يتعلّق بالمواقع المُقدّسة فهي لا تزال الشاهدة الصامتة على بقاء لالشكل القديم للديانة حتى التاريخ المُعاصر. وعلاقات جزر الريوكيو الاقتصاديّة والثقافيّة المُتعددّة في تلك الفترة تَظهر في الطابع الفريد للثقافة التي أنشؤوها.

## قائمة الغوسوكو
- قلعة أغينا - الحالة: أطلال
- قلعة تشيبانا - الحالة: أطلال
- قلعة تشينين - الحالة: أطلال
- قلعة إيتوكازو - الحالة: أطلال
- قلعة كاتسورين - الحالة: أطلال
- قلعة كيان - الحالة: أطلال
- قلعة ناكا - الحالة: أطلال
- قلعة ناكيجين - الحالة: أطلال
- قلعة ساشيكي - الحالة: أطلال
- قلعة شوري—الحالة: أعيد بناؤها
- قلعة أوراسويه - الحالة: أعيد بناؤها
- قلعة زاكيمي - الحالة: أطلال

## اقرأ أيضا
- قلعة يابانية

## وصلات خارجية
- مواقع غوسوكو وممتلكات مملكة الريوكيو